# 橘倉酒造
橘倉酒造株式会社（きつくらしゅぞう、KITSUKURA-SHUZO SAKE BREWING CO.,LTD. ）は、長野県佐久市の蔵元である。
ブランド名は、清酒は菊秀、焼酎は峠。

## 沿革
- 元禄初期 - 創業。
- 1919年（大正8年） - 合名会社へ改組。
- 1999年（平成11年）7月 - 株式会社へ改組。

## 主要製品

### 日本酒
- 菊秀（きくひで）
- 秀峰浅間（しゅうほうあさま）
- Bouquet
- 本菊泉（ほんきくいずみ）

### 焼酎
- 峠（そば）

## 著名な歴代社主
- 井出一太郎（衆議院議員）
- 井出正一（衆議院議員）